# ثيودور إي. راسيل
ثيودور إي. راسيل (بالإنجليزية: Theodore E. Russell)‏ هو دبلوماسي أمريكي، ولد في 1936 في فرجينيا في الولايات المتحدة.